# Richard Allan (skådespelare)
Richard Allan, född 1923 i Jacksonville i Illinois, död 1999 i Louisville i Kentucky, var en amerikansk skådespelare.

## Filmografi
- Kleine Leute - mal ganz groß (1958)
- ...und abends in die Scala (1958)
- Niagara (1953)